# خوش‌خوان شکم‌نارنجی
خوش‌خوان شکم‌نارنجی (نام علمی: Euphonia xanthogaster) نام یک پرنده از  گونه سرده سهره‌های خوش‌خوان است.